# Sasho Petrovski
Sasho Petrovski (født 5. marts 1975) er en tidligere australsk fodboldspiller med makedonske aner.
Petrovski South Coast Wolves, NSW Premier Leaguei Hyundai A-League. Han har æren af at have scoret det kun andet hattrick i A-League, en dag efter det første var scoret. I den gamle nationale fodboldrække, spillede Petrovski 94 kampe og scorede 47 mål.
Han spillede for Viborg FF i den danske Superliga, og har spillet to kampe for det australske landshold. Han fik sin landsholdsdebut mod Japan i 2001 og scorede sit første landsholdsmål i Asian Cup kvalifikationen mellem Australien og Kuwait på Aussie Stadium den 16. august 2006.
Den 5. januar 2007 blev det afsløret, at Sasho Petrovski ville blive genforenet med Sydney FC manager Pierre Littbarski i den japanske 2. divisions klub Avispa Fukuoka når den nuværende A-League sæson sluttede. Aftalen faldt til jorden pga. for mange udenlandske spillere i truppen. Så skrev han under med Central Coast Mariners FC den 12. februar 2007.
I 2009 kunne han ikke blive enige med Mariners om en forlængelse og han skiftede til A-League-klubben Newcastle Jets på en 2-årig i kontrakt den 3. februar 2009.
Efter at kontrakten med Newcastle udløb i 2011, skiftede Petrovski til South Coast Wolves FC der på daværende tidspunkt spillede i Australiens næstebedste liga, NSW Premier League.